# Blokkades van Amsterdam
De Blokkades van Amsterdam (ook wel belegeringen van Amsterdam) vonden plaats tussen 1572 en 1578, tijdens de Tachtigjarige Oorlog. Amsterdam bleef koningsgezind nadat in 1572 vele steden zich achter Willem van Oranje schaarden. De belegeringen van de stad verliepen in golven, waarvan de eerste onder leiding van admiraal Lumey stond.

## 1572–1574
Admiraal Lumey voert op 12 augustus 1572 een honderdtal mannen aan vanuit Haarlem, om Amsterdam in te nemen. Ze moeten echter na negen dagen inbinden, door een uitval van de stedelingen. Ook krijgt Lumey het nieuws te horen over de Bartholomeusnacht in Parijs, waar circa 20.000 hervormden en andere gelovigen werden omgebracht. Willem van Oranje geeft datzelfde jaar opdracht aan Sonoy een Schans op de Diemerdijk op te richten.
In het voorjaar van 1573 richten de Geuzen met hun schepen op het IJ een blokkade op. Gouverneur Diederik Sonoy stuurt nog hulp, maar die komt te laat. Begin mei stuurt Sonoy een divisie Geuzen naar de Diemerzeedijk om zo Amsterdam te isoleren. Onder leiding van de Spaanse bevelhebber Francisco Verdugo weten de regeringstroepen 150 geuzen te doden, inclusief hun aanvoerder Antoine Olivier. In juni gevolgd door de Slag op de Diemerdijk, deze wordt twee maanden later doorbroken. In september blokkeren de geuzen opnieuw de waterweg naar de Zuiderzee, Alva is het beu en geeft orders om de rebellen uit de Zuiderzee te verjagen (zie - Slag op de Zuiderzee). In 1574 komt Gilles van Berlaymont naar Amsterdam en vervult gedurende het jaar diverse bestuurszaken, er wordt onder andere besloten met Don Luis de Requesens om 1 januari tot eerste officiële dag van het jaar te benoemen.

## 1574–1578
Op 9 mei 1576 vond de Aanval op Muiden plaats, een Staatse belegering tijdens de Tachtigjarige Oorlog, gevolgd door een fel ontzet van het regeringsleger. Het ontzet moest een einde maken aan de gemeenschappelijke Geuzen- en burgerbelegering van Muiden onder leiding van gouverneur Diederik Sonoy.

Gedurende het jaar 1577 maken gouverneur Sonoy en kolonel Herman Helling plannen om Amsterdam in te nemen. Begin november wordt Nicolaes Ruychaver betrokken bij deze plannen. In de nacht van 22 en 23 november weten handlangers van Helling de stad binnen te komen. 's Ochtends vindt de confrontatie plaats tussen het oranjegezinde leger en het Amsterdamse stadsleger op de Dam bij het oude stadhuis. Helling en zijn mannen worden omsingeld en al vechtend omgebracht. Ruychaver weet zich te verschansen bij de nieuwe kerk en biedt nog 200 kronen voor zijn vrijheid, hij wordt echter ook omgebracht.

## Nasleep
Op 8 februari 1578 geeft Amsterdam zich over, waarna een korte nieuwe beeldenstorm plaatsvindt. De overgave gebeurt met de ondertekening van een verdrag, dat bekendstaat als de Satisfactie (Tevredenstelling). Hierin werden enkele toegevingen gedaan aan beide partijen om zich met elkaar te kunnen verzoenen. Er ontstond echter onenigheid over verschillende afspraken, die uiteindelijk leidde tot de Alteratie. De hervormden nemen een belangrijk deel van de macht en Amsterdam wordt oranjegezind. Er komt ook een wisseling binnen de geloofsomstandigheden: Amsterdam wordt reformatorisch en vele vooral rijke katholieken verlaten Amsterdam.
In 2024 werden restanten van de blokkade blootgelegd. Deze waren gevonden op de bodem van het IJ. Een eveneens aangetroffen scheepswrak wordt niet naar boven gehaald, maar er is wel een plan opgevat om meer onderzoek te gaan doen.